# هيا إن شاء الله
هيا إن شاء الله (باللغة التركية: Hadi İnşallah) هو فيلم تركي كوميدي لعام 2014، من إخراج وسيناريو علي بيلجين، صدر في 28 نوفمبر 2014، من تأليف مراد كمان وعمرة كمان وإخراج علي تانر بلطجي. شارك كل من مراد بوز و بشرى بوسرا بيكين في الأدوار الرئيسية للفيلم من إنتاج 25 فيلم. الفيلم مستوحى من كتاب سيلين بينار إشيك، دُبلج إلى اللغة العربية وعُرض في التلفزيون على قناة زي أفلام بعنوان (لنأمل ذلك).

## طاقم التمثيل
1. مراد بوز
2. بوسرا بيكين
3. سيناسي يورتسيفر
4. موجدا أوزمان
5. سيزمي باسكين
6. هوليا جولشن إيرماك
7. إديل ديزدار
8. ايدان ستون
9. امراه كامان

## وصلات خارجية
- هيا إن شاء الله على موقع IMDb (الإنجليزية)
- هيا إن شاء الله على موقع نتفليكس (الإنجليزية)
- هيا إن شاء الله على موقع ألو سيني (الفرنسية)
- هيا إن شاء الله على موقع قاعدة بيانات الفيلم (الإنجليزية)
- هيا إن شاء الله على موقع ليتربوكسد (الإنجليزية)
- هيا إن شاء الله على موقع كينوبويسك (الروسية)